# Nolay (Côte-d'Or)
Nolay is een gemeente in het Franse departement Côte-d'Or (regio Bourgogne-Franche-Comté). De plaats maakt deel uit van het arrondissement Beaune. Nolay telde op 1 januari 2022 1.419 inwoners.

## Geografie
De oppervlakte van Nolay bedroeg op 1 januari 2022 14,3 vierkante kilometer; de bevolkingsdichtheid was toen 99,2 inwoners per km².
De onderstaande kaart toont de ligging van Nolay met de belangrijkste infrastructuur en aangrenzende gemeenten.

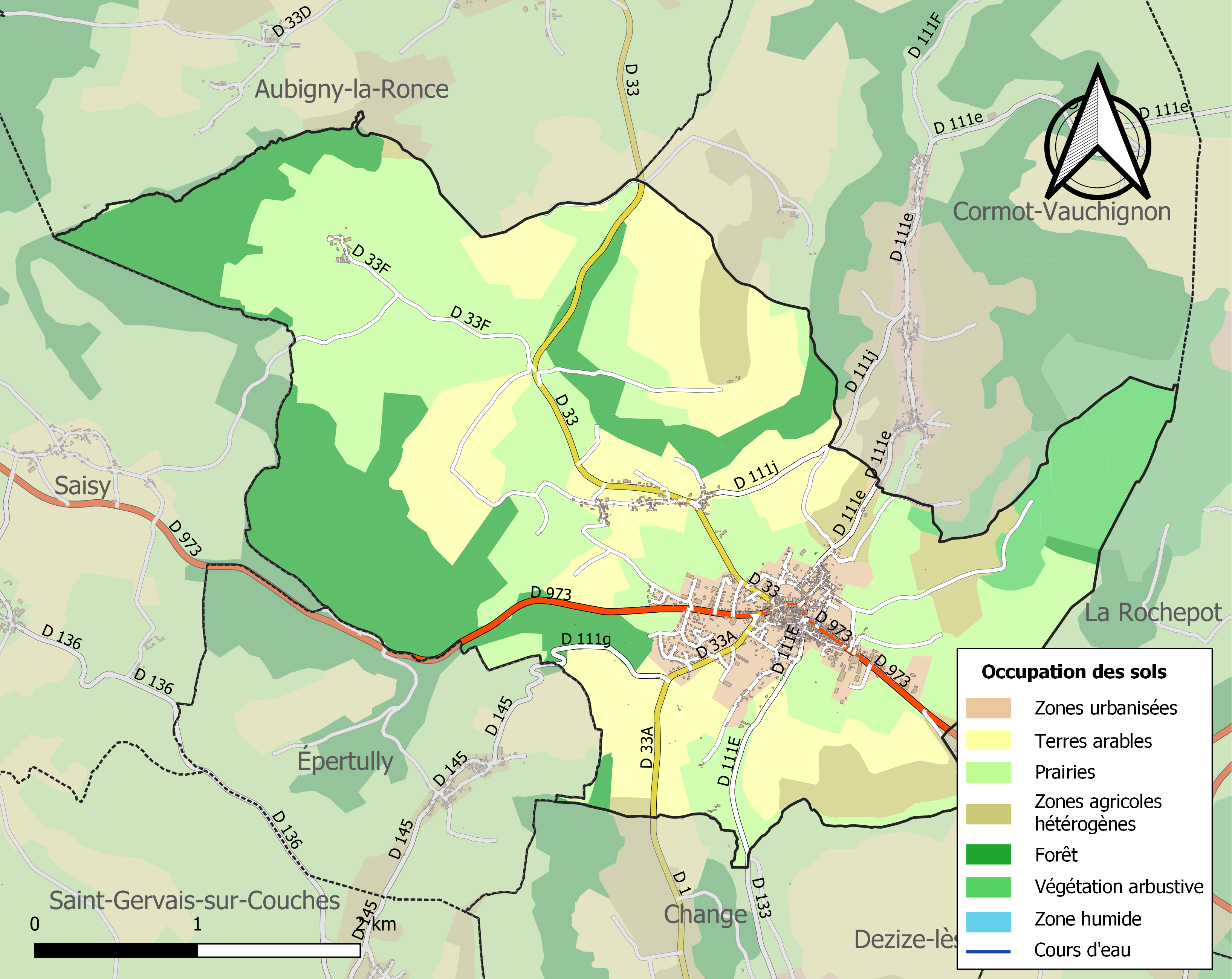

## Demografie
Onderstaande figuur toont het verloop van het inwonertal (bron: INSEE-tellingen).

## Geboren
- Lazare Carnot (1753-1823), wiskundige, fysicus en militair